# De kleine zeemeermin (animatieserie)
De kleine zeemeermin (originele titel The Little Mermaid) is een Amerikaanse animatieserie van Walt Disney Television Animation, gebaseerd op de gelijknamige film uit 1989. De serie dient als prequel op de film
De serie telt 3 seizoenen met in totaal 31 afleveringen. Het is de eerste animatieserie gebaseerd op een Disneyfilm. Enkele van de stemacteurs uit de film vertolken ook de rol van hun personages in de serie, waaronder Jodi Benson als Ariël, Samuel E. Wright als Sebastiaan, Kenneth Mars als Koning Triton, en Pat Carroll als Ursula.

## Opzet
De serie speelt zich af voor de eerste film. Ariël is nog een zeemeermin en woont bij haar vader en zussen in het koninklijk paleis. Veel afleveringen draaien om haar relaties met haar vrienden en familie, en haar pogingen om haar onderzeese koninkrijk Atlantica te behoeden voor verschillende gevaren.
Veel personages uit de film keren in de serie weer terug. Zo is de zeeheks Ursula een vaste antagonist van Ariël in de serie. Prins Eric speelt ook af en toe een rol in de serie, maar Ariël en hij krijgen elkaar nooit te zien.
De serie introduceert tevens enkele nieuwe personages zoals de meerjongen Graatje (Urchin), de jonge orka Stip (Spot), een kwaadaardige rog/mens hybride die geregeld Atlantica bedreigt en de Krimikreeft (The Lobster Mobster).

## Achtergrond en distributie in Nederland
Toen de serie in 1992 in Amerika van start ging leek deze aan Nederland voorbij te gaan, al werden de eerste delen wel op videoband uitgebracht. Dankzij een exclusief contract van de Holland Media Groep (waar RTL 4 deel van uitmaakt) met de Walt Disney Company was de serie vijf jaar later (1997) alsnog op TV te zien.
De videobanden die begin jaren 90 uitkwamen:
1. Het Verdwaalde Walvisje (bevat de pilotaflevering (Het verdwaalde walvisje) en S01E03 (Graatje))
2. Het Wilde Zeepaardje (bevat S01E01 (Sebastiaan de ambassadeur) en S01E02 (Het wilde zeepaardje))
3. De Ondeugende Tweeling (bevat S01E04 (De ondeugende tweeling) en S01E05 (Een boodschap in een fles))
4. In Harmonie (bevat S01E08 (Een armband met problemen) en S01E10 (De valse rog))
5. Ariël's Cadeau (bevat S01E11 (Triton Junior) en S01E13 (Trouwe drietand))
6. Ariël & De Droomwens-Zeester (onderdeel van de Prinsessen serie; bevat S02E06 (De droomwens-zeester) en S02E08 (De ijzeren vis))
7. Zusjes Uit De Zee (bevat S01E06 (Dingus-ding) en S02E12 (Zusjes uit de zee))

Ook waren sommige afleveringen op dvd verschenen als onderdeel van verschillende "Disney Princess" dvd's rond 2004 en 2005.
Alhoewel de serie nooit in zijn volledigheid op dvd of videoband is uitgebracht, staat de serie sinds 2019 bijna compleet op de streamingdienst Disney+. Al ontbreekt de eerste aflevering "Het Verdwaalde Walvisje" (Whale of a Tale) op de streamingdienst. Deze aflevering was in werkelijkheid ook de pilot van de serie. Waarschijnlijk telt Disney deze aflevering niet officieel mee omdat pilotafleveringen vaak gemaakt worden als test om te kijken of de zender interesse in de serie toont. Het is opvallend dat deze aflevering wel op de eerste videoband is uitgebracht en dat deze ook de titel van de aflevering draagt. Ook opvallend is het gegeven dat het walvisje dat Ariël in deze aflevering ontmoet, terugkomt in een latere aflevering. Ariël kent het walvisje dan al, maar degenen die de serie op Disney+ kijken niet, wat wellicht voor kijkers een gevoel geeft dat ze iets gemist hebben. Wat in werkelijkheid natuurlijk ook zo is.  
Noemenswaardig is de aflevering "Metal Fish" (De Metalen Vis), waarin een getekende versie van Hans Christian Andersen voorkomt. In de aflevering ziet hij Ariël, wat hem inspireert om zijn bekende sprookje te schrijven.
Enkele afleveringen van de serie bevatten muzikale nummers, die specifiek voor de serie zijn geschreven. De titelsong van de serie is een instrumentale combinatie van de nummers "Part of Your World" ("Dat is Mijn Wens"), "Under the Sea" ("Diep in de Zee"), en "Kiss the Girl" ("Kus Haar Dan") uit de film.

## Contradictie tussen televisieserie & De Kleine Zeemeermin III: Ariël, Hoe Het Begon
Sommige gebeurtenissen uit de serie zijn in tegenspraak met de in 2008 uitgebrachte film De kleine zeemeermin III Ariël, Hoe Het Begon. Bijvoorbeeld Ariël's eerste ontmoeting met Botje of de kamer van Ariël waarin ze in de serie een eigen slaapkamer heeft en in het derde deel een slaapkamer deelt met haar zussen. Ook is het niet duidelijk wanneer Ariël aan de verzameling van mensenspullen is begonnen of wanneer en hoe haar fascinatie is gestart. Het kan zijn dat er nog een hoofdstuk mist tussen De Kleine Zeemeermin III en de tv-serie. Men zou de prequel als eerste hoofdstuk kunnen interpreteren omdat muziek verboden is in deel 3 en in de serie geeft koning Triton vaak concerten of feesten. 
Ook kan aangenomen worden dat de serie en deze film zich in verschillende continuïteiten afspelen. 

## Engelse stemmen
- Ariël - Jodi Benson
- Sebastiaan - Samuel E. Wright
- Botje - Edan Gross
- Koning Triton - Kenneth Mars
- Graatje - Danny Cooksey
- Jutter - Maurice LaMarche
- Zeepaardje - Charlie Adler
- Prins Eric - Jeff Bennett
- Grimbert - Kay E Kuter
- Simon - Brian Cummings
- Krimikreeft - Joe Alaskey
- Slimpie - David L Lander
- Manta - Tim Curry
- Ursula - Pat Carroll
- Gruwel - Paddi Edwards
- Griezel - Paddi Edwards
- Parel - Cree Summer
- Aquata - Sheryl Bernstein
- Kolonel Hajabaja - Charlie Adler
- Keizer Hajaga - Jim Cummings
- Archimedes - Rod McKuen
- Hans Christian Andersen - Mark Hamill

## Nederlandse stemmen
- Ariël - Laura Vlasblom
- Sebastiaan - Freddy Gumbs
- Botje - Egbert Stoelinga (seizoen 1)
- Koning Triton - Huib Broos, Maarten Veerman (jong)
- Graatje - Romke Schutema
- Jutter - Bram Biesterveld
- Zeepaardje - Arnold Gelderman
- Prins Eric - Diederik Gelderman
- Grimbert - Arnold Gelderman
- Simon - Jan Anne Drenth
- Krimikreeft - Bennie Jolink
- Slimpie - Reinder van der Naalt
- Manta - Carol van Herwijnen
- Ursula - Nelly Frijda
- Gruwel - Alfred Lagarde
- Griezel - Alfred Lagarde
- Parel - Anne-Mieke Ruyten
- Aquata - Maria Lindes
- Kolonel Hajabaja - Edward Reekers
- Keizer Hajaga - Jan Anne Drenth
- Archimedes - Reinder van der Naalt
- Hans Christian Andersen - Diederik Gelderman

## Afleveringen

### Seizoen 1
Pilot aflevering: Whale of a Tale (Het Verdwaalde Walvisje)
1. The Great Sebastian (Sebastiaan de ambassadeur)
2. Stormy (Het wilde zeepaardje)
3. Urchin (Graatje)
4. Double Bubble (De ondeugende tweeling)
5. Message in a Bottle (Een boodschap in een fles)
6. Thingamajigger (Dingus-ding)
7. Whale of a Tale (Het verdwaalde walvisje)
8. Charmed (Een armband met problemen)
9. Marriage of Inconvenience (Het perfecte paar)
10. The Evil Manta (De valse rog)
11. Red (Triton junior)
12. Beached (Zusjes uit de zee)
13. Trident True (Trouwe drietand)
14. Eel-Ectric City (Aal-lectrische stad)

### Seizoen 2
1. Resigned to It (Ik ga basta)
2. Calliope Dreams (Het zeewater-orgel)
3. Save the Whale (Red de walvis)
4. Against the Tide (Een geluk bij een ongeluk)
5. Giggles (De kleine zeegiechel)
6. Wish upon a Starfish (De droomwens-zeester)
7. Tail of Two Crabs (Het verhaal van de twee krabben)
8. Metal Fish (De metalen vis)
9. T'ank You for Dat, Ariel (Bedankt, Ariël)

### Seizoen 3
1. Scuttle (Jutter)
2. King Crab (Koning Krab)
3. Island of Fear (Het eiland van de angst)
4. Land of the Dinosaurs (Dino-land)
5. Heroes (De grote Appolo)
6. The Beast Within (Het beest in jou)
7. Ariel's Treasures (De schatten van Ariël)
8. A Little Evil (Kleintje kwaad)